# Чировський сільський округ
Чи́ровський сільський округ (каз. Чиров ауылдық округі, рос. Чировский сельский округ) — адміністративна одиниця у складі Байтерецького району Західноказахстанської області Казахстану. Адміністративний центр — село Чирово.
Населення — 377 осіб (2021; 481 у 2009, 683 у 1999, 805 у 1989).
Станом на 1989 рік існувала Роздольна сільська рада (села Балабаново, Красний Свєт, Роздольне, Чирово) колишнього Приурального району. Пізніше села Балабаново та Чирово утворили окремий Чировський сільський округ.

## Склад
До складу округу входять такі населені пункти:
| Населений пункт  | Старі назви | Населення, осіб (1989) | Населення, осіб (1999) | Населення, осіб (2009) | Населення, осіб (2021) |
| ---------------- | ----------- | ---------------------- | ---------------------- | ---------------------- | ---------------------- |
| Балабаново, село | -           | 250                    | 218                    | 91                     | 53                     |
| Чирово, село     | -           | 555                    | 465                    | 390                    | 324                    |